# Camp de les Pedres (l'Estany)

El Camp Gran, respecte del terme de l'Estany

El Camp de les Pedres és un paratge de camps de conreu del terme municipal de l'Estany, a la comarca del Moianès.
Està situat a la part central del terme municipal, a migdia del nucli urbà de l'Estany. És una part de l'antic estany de l'Estany, a la dreta del Rec de les Nogueres i al peu del vessant de ponent del Serrat de l'Horabona. És al nord-est del Camp Gran, a llevant de la Barquera i al sud del Prat.